# Antonio Fernández-Rañada Menéndez de Luarca
Antonio Fernández-Rañada Menéndez de Luarca   (Bilbao, 1939 - Madrid, 19 de maig de 2022) fou un destacat físic espanyol.
Fernández-Rañada es llicencià en Física a la Universitat Complutense de Madrid, i es doctorà a la Universitat de París, el 1965, amb una tesi sobre partícules elementals titulada Causalitat i Matriu S sota la direcció de François Lurçat. Amb una segona tesi, titulada Propiedades analíticas en la difusión pión-nucleón i dirigida per Alberto Galindo Tixaire, obtingué també el doctorat a la Complutense el 1967. Treballà a l'antiga Junta de Energía Nuclear, actualment Centro de Investigaciones Energéticas y Medioambientales, CIEMAT. Fou professor agregat de Mecànica Quàntica a la Universitat de Barcelona, i de Física Teòrica de la Complutense; després, catedràtic de Física Matemàtica a la Universitat de Saragossa i catedràtic de Mecànica Teòrica i de Física Teòrica de la Complutense, on ocupà la càtedra d'Electromagnetisme.
La seva recerca es va centrar en la física de partícules elementals, dinàmica no lineal i diversos temes de física matemàtica. Es dedicà a la relació entre topologia i quantificació en electromagnetisme i algunes qüestions de cosmologia. Dedicà atenció a la relació de la ciència amb els altres sistemes socials. Fou director del Grupo Interuniversitario de Física Teórica (GIFT) i fundador i director durant deu anys de Revista Española de Física.
Fou premi d'Investigació en Física de la Real Academia de Ciencias (1997), així com Medalla de la Real Sociedad Española de Física (1985). Rebé el Premi Internacional d'Assaig Jovellanos (1994) i la Medalla de Plata del Principat d'Astúries (1999). Fou president del Consell de les Arts i les Ciències del Principat d'Astúries i de la Real Sociedad Española de Física,i fou membre del Consell de l'European Physical Society. Formà part del jurat del premi Príncesa d'Astúries d'Investigació Científica i Tècnica.